# 柱谷幸一
柱谷 幸一（はしらたに こういち、1961年3月1日 - ）は、京都府京都市出身の元日本代表サッカー選手、サッカー指導者。 現役時代のポジションはMF、FW。同じく元日本代表でサッカー指導者の柱谷哲二は実弟。

## 選手経歴
国士舘大学在学中より日本代表に選ばれ、1979年に日本で開催されたワールドユースで日本代表に選出。ロサンゼルス五輪予選や1986 FIFAワールドカップ・アジア予選にもFWとして出場。
1983年には日本サッカーリーグの日産自動車サッカー部に所属し、当時国内三冠を達成し最強と言われたクラブの主力として木村和司や水沼貴史らと共に活躍。ヘディングでのゴールが多かったことから「ヘッドの（柱谷）兄」と当時のサッカーファンから称された。 1987年のJSL東西対抗戦ではハットトリックを決めてアトラクティブプレーヤー賞を受賞した。
1992年、前年に日産の監督に就任した清水秀彦と対立し、浦和レッズに移籍。移籍後もFWとして活躍したが、1993年のJリーグ開幕戦で負傷し、その後の10試合を欠場した。その間にクラブは開幕4連敗を喫するなど低迷する。
1994年には横山謙三政権となり、守備的MFにポジションを移したが、レンタル移籍で加入した浅野哲也とのポジション争いに敗れ、6月に当時ジャパンフットボールリーグ（旧JFL）の柏レイソルに移籍し、Jリーグ昇格に貢献。カレッカの負傷離脱時にはFWとしてプレーし、エジウソンとのツートップで柏の躍進を支えた。1996年シーズン終了後に現役を引退した。

## 指導者経歴
1999年にJFA 公認S級コーチのライセンスを取得。2001年、植木繁晴の辞任に伴いモンテディオ山形の監督に就任。クラブを昇格目前の3位に引き上げ選手育成能力と大胆な戦術が評価される。翌年になると、社団法人が運営していて予算面に制限があるというクラブ事情もあり、J1からのオファーを受けた選手の引き留めは行わず主力選手が移籍した上、対戦相手に研究されたことなどから低迷。得失点差で最下位は免れリーグ11位で終える。2003年7月、NHK山形の番組でキャスターを務めていた古瀬絵理との不倫疑惑が写真週刊誌に報道される。会食したことは認めつつ不倫の事実は否定したが、3か月の休養と7か月の20%減俸処分となった。その後退任し「資金不足で良い選手を獲得できなかったことが敗因」とコメント。クラブは8位でシーズンを終了した。
2004年 6月、地元のクラブであるJ2・京都パープルサンガの監督に就任。翌シーズンのリーグ戦では首位を独走。10月22日にJ1復帰、11月6日にJ2優勝を決めた。また、サンフレッチェ広島F.Cの育成組織を参考に京都の下部組織の整備・強化を図り、京セラ、立命館宇治高等学校と共同で全寮制のユース育成体制（スカラーアスリートプロジェクト）を提案、創設した。
2006年シーズンは自身初となるJ1クラブの監督として臨んだが、下位に低迷。シーズン途中の補強選手もうまく結果を残せずクラブが降格圏の17位に沈む最中の10月3日に解任された。
2007年6月、JFL所属の栃木SCの監督に就任。2008年シーズンで2位の結果を残し、Jリーグへの加盟が承認されたが、選手獲得方針と自身の年俸などの条件面が折り合わず辞任した。
2009年12月25日、体調不良により退任した信藤健仁チームダイレクターの後任として、浦和レッズのゼネラルマネージャーに就任した。2010年シーズンは1シーズン制移行後最低となるリーグ10位に終わり、最終節終了後には一部サポーターから批判を受ける。翌シーズンもクラブは14位に沈み、2011年9月12日に橋本光夫社長より解任が発表された。
2013年シーズンより、J2・ギラヴァンツ北九州の監督に就任。2016年11月20日、かつて指揮を取ったモンテディオ山形戦で敗れ、クラブのJ3降格が決定すると、翌21日に2016年シーズン限りでの退任が発表された。
2020年2月、埼玉県社会人サッカーリーグに所属するアヴェントゥーラ川口のクラブテクニカルアドバイザーに就任。

## エピソード
ドーハの悲劇の際、釜本邦茂、森孝慈と共にテレビ東京の中継にスタジオゲストとして参加していたが、あまりのショックに涙を堪えるのに必死で言葉にならなかった。なんとか絞り出したコメントは「胸を張って帰ってきて欲しい」だった。

## 所属クラブ
- 1972年 - 1973年 花園サッカースポーツ少年団
- 1973年 - 1976年 京都市立双ヶ丘中学校
- 1976年 - 1979年 京都商業高校
- 1979年 - 1983年 国士舘大学
- 1983年 - 1992年 日産自動車
- 1992年 - 1994年 浦和レッズ
- 1994年 - 1996年 柏レイソル

## 個人成績
| 国内大会個人成績 | 国内大会個人成績 | 国内大会個人成績 | 国内大会個人成績 | 国内大会個人成績 | 国内大会個人成績 | 国内大会個人成績 | 国内大会個人成績   | 国内大会個人成績 | 国内大会個人成績 | 国内大会個人成績 | 国内大会個人成績 |
| 年度             | クラブ           | 背番号           | リーグ           | リーグ戦         | リーグ戦         | リーグ杯         | リーグ杯           | オープン杯       | オープン杯       | 期間通算         | 期間通算         |
| 年度             | クラブ           | 背番号           | リーグ           | 出場             | 得点             | 出場             | 得点               | 出場             | 得点             | 出場             | 得点             |
| 日本             | 日本             | 日本             | 日本             | リーグ戦         | リーグ戦         | JSL杯/ナビスコ杯 | JSL杯/ナビスコ杯   | 天皇杯           | 天皇杯           | 期間通算         | 期間通算         |
| ---------------- | ---------------- | ---------------- | ---------------- | ---------------- | ---------------- | ---------------- | ------------------ | ---------------- | ---------------- | ---------------- | ---------------- |
| 1983             | 日産             | 16               | JSL1部           | 18               | 7                | 4                | 2                  | 5                | 5                | 27               | 14               |
| 1984             | 日産             | 16               | JSL1部           | 17               | 8                | 0                | 0                  | 4                | 2                | 21               | 10               |
| 1985             | 日産             | 16               | JSL1部           | 22               | 8                | 1                | 0                  | 5                | 6                | 28               | 14               |
| 1986-87          | 日産             | 16               | JSL1部           | 22               | 11               | 1                | 0                  | 4                | 1                | 27               | 12               |
| 1987-88          | 日産             | 11               | JSL1部           | 13               | 3                | 1                | 0                  | 3                | 1                | 17               | 4                |
| 1988-89          | 日産             | 11               | JSL1部           | 22               | 9                | 5                | 1                  | 5                | 2                | 32               | 12               |
| 1989-90          | 日産             | 11               | JSL1部           | 11               | 2                | 4                | 1                  | 5                | 1                | 20               | 4                |
| 1990-91          | 日産             | 11               | JSL1部           | 5                | 0                | 4                | 2                  |                  |                  |                  |                  |
| 1991-92          | 日産             | 11               | JSL1部           | 10               | 4                | 2                | 0                  |                  |                  |                  |                  |
| 1992             | 浦和             | -                | J                | -                | -                | 8                | 6                  | 4                | 4                | 12               | 10               |
| 1993             | 浦和             | -                | J                | 18               | 2                | 3                | 0                  | 1                | 0                | 22               | 2                |
| 1994             | 浦和             | -                | J                | 7                | 0                | 0                | 0                  | -                | -                | 0                | 0                |
| 1994             | 柏               | 45               | 旧JFL            | 16               | 1                | 1                | 0                  | 0                | 0                | 17               | 1                |
| 1995             | 柏               | -                | J                | 31               | 4                | -                | -                  | 2                | 1                | 33               | 5                |
| 1996             | 柏               | -                | J                | 25               | 2                | 13               | 1                  | 1                | 0                | 39               | 3                |
| 通算             | 日本             | 日本             | J                | 81               | 8                | 24               | 7                  | 8                | 5                | 113              | 20               |
| 通算             | 日本             | 日本             | JSL1部           | 140              | 52               | 22               | 6\|\|\|\|\|\|\|\|  |                  |                  |                  |                  |
| 通算             | 日本             | 日本             | 旧JFL            | 16               | 1                | 1                | 0                  | 0                | 0                | 17               | 1                |
| 総通算           | 総通算           | 総通算           | 総通算           | 237              | 61               | 47               | 13\|\|\|\|\|\|\|\| |                  |                  |                  |                  |

・JSL東西対抗戦(オールスターサッカー)　3回出場：1984年、1986年、1987年
・JSL東西対抗戦(オールスターサッカー)　4得点：1984年、1987年(3得点)
その他の公式戦
- 1990年
  - コニカカップ 5試合1得点
- 1991年
  - コニカカップ 5試合0得点
- 1992年
  - ゼロックス・チャンピオンズ・カップ 1試合0得点

## 代表歴

### 出場大会など
- 1979 FIFAワールドユース選手権
- アジア競技大会(1982,1986)
- ロサンゼルスオリンピック予選
- 1986 FIFAワールドカップ・アジア予選

### 試合数
- 国際Aマッチ 29試合 3得点(1981-1986)

| 日本代表 | 国際Aマッチ | 国際Aマッチ | その他 | その他 | 期間通算 | 期間通算 |
| 年       | 出場        | 得点        | 出場   | 得点   | 出場     | 得点     |
| -------- | ----------- | ----------- | ------ | ------ | -------- | -------- |
| 1981     | 9           | 0           | 16     | 6      | 25       | 6        |
| 1982     | 3           | 0           | 8      | 2      | 11       | 2        |
| 1983     | 1           | 0           | 5      | 0      | 6        | 0        |
| 1984     | 5           | 1           | 5      | 3      | 10       | 4        |
| 1985     | 9           | 2           | 7      | 0      | 16       | 2        |
| 1986     | 2           | 0           | 4      | 2      | 6        | 2        |
| 1987     | 0           | 0           | 2      | 1      | 2        | 1        |
| 通算     | 29          | 3           | 47     | 14     | 76       | 17       |

### 出場
| No. | 開催日         | 開催都市         | スタジアム                         | 対戦相手       | 結果       | 監督     | 大会               |
| --- | -------------- | ---------------- | ---------------------------------- | -------------- | ---------- | -------- | ------------------ |
| 1.  | 1981年02月08日 | クアンタン       |                                    | マレーシア     | ●0-1       | 川淵三郎 | 国際親善試合       |
| 2.  | 1981年02月10日 | クアラルンプール |                                    | マレーシア     | △1-1       | 川淵三郎 | 国際親善試合       |
| 3.  | 1981年02月17日 | シンガポール     |                                    | シンガポール   | ○1-0       | 川淵三郎 | 国際親善試合       |
| 4.  | 1981年02月19日 | シンガポール     |                                    | シンガポール   | △0-0       | 川淵三郎 | 国際親善試合       |
| 5.  | 1981年02月24日 | インドネシア     |                                    | インドネシア   | ●0-2       | 川淵三郎 | 国際親善試合       |
| 6.  | 1981年06月02日 | 埼玉県           | さいたま市大宮公園サッカー場       | 中華人民共和国 | △0-0       | 森孝慈   | ジャパンカップ     |
| 7.  | 1981年06月19日 | 大邱             |                                    | マレーシア     | ○2-0       | 森孝慈   | 韓国大統領杯       |
| 8.  | 1981年06月21日 | 釜山             |                                    | 韓国           | ●0-2       | 森孝慈   | 韓国大統領杯       |
| 9.  | 1981年09月18日 | クアラルンプール |                                    | イラク         | ●0-2       | 森孝慈   | ムルデカ大会       |
| 10. | 1982年03月21日 | ソウル           |                                    | 韓国           | ●0-3       | 森孝慈   | 日韓定期戦         |
| 11. | 1982年07月15日 | スチャバ         |                                    | ルーマニア     | ●0-4       | 森孝慈   | 国際親善試合       |
| 12. | 1982年11月28日 | ニューデリー     |                                    | イラク         | ●0-1(延長) | 森孝慈   | アジア大会         |
| 13. | 1983年06月07日 | 東京都           | 国立霞ヶ丘競技場陸上競技場         | シリア         | ○1-0       | 森孝慈   | ジャパンカップ     |
| 14. | 1984年04月15日 | シンガポール     |                                    | タイ           | ●2-5       | 森孝慈   | オリンピック予選   |
| 15. | 1984年04月18日 | シンガポール     |                                    | マレーシア     | ●1-2       | 森孝慈   | オリンピック予選   |
| 16. | 1984年04月21日 | シンガポール     |                                    | イラク         | ●1-2       | 森孝慈   | オリンピック予選   |
| 17. | 1984年05月31日 | 埼玉県           | さいたま市大宮公園サッカー場       | 中華人民共和国 | ○1-0       | 森孝慈   | ジャパンカップ     |
| 18. | 1984年09月30日 | ソウル           |                                    | 韓国           | ○2-1       | 森孝慈   | 日韓定期戦         |
| 19. | 1985年02月23日 | シンガポール     |                                    | シンガポール   | ○3-1       | 森孝慈   | ワールドカップ予選 |
| 20. | 1985年03月21日 | 東京都           | 国立霞ヶ丘競技場陸上競技場         | 北朝鮮         | ○1-0       | 森孝慈   | ワールドカップ予選 |
| 21. | 1985年04月30日 | 平壌             |                                    | 北朝鮮         | △0-0       | 森孝慈   | ワールドカップ予選 |
| 22. | 1985年05月18日 | 東京都           | 国立霞ヶ丘競技場陸上競技場         | シンガポール   | ○5-0       | 森孝慈   | ワールドカップ予選 |
| 23. | 1985年05月26日 | 東京都           | 国立霞ヶ丘競技場陸上競技場         | ウルグアイ     | ●1-4       | 森孝慈   | キリンカップ       |
| 24. | 1985年06月04日 | 愛知県           | 名古屋市瑞穂公園陸上競技場         | マレーシア     | ○3-0       | 森孝慈   | キリンカップ       |
| 25. | 1985年08月11日 | 愛知県           | 神戸総合運動公園ユニバー記念競技場 | 香港           | ○3-0       | 森孝慈   | ワールドカップ予選 |
| 26. | 1985年09月22日 | 香港             |                                    | 香港           | ○2-1       | 森孝慈   | ワールドカップ予選 |
| 27. | 1985年11月03日 | ソウル           |                                    | 韓国           | ●0-1       | 森孝慈   | ワールドカップ予選 |
| 28. | 1986年09月24日 | 大田             |                                    | クウェート     | ●0-2       | 石井義信 | アジア大会         |
| 29. | 1986年09月28日 | 大田             |                                    | バングラデシュ | ○4-0       | 石井義信 | アジア大会         |

### 得点数
| # | 年月日        | 開催地         | 対戦国       | スコア | 結果 | 試合概要                            |
| - | ------------- | -------------- | ------------ | ------ | ---- | ----------------------------------- |
| 1 | 1984年4月15日 | シンガポール   | タイ         | 2-5    | 敗戦 | ロサンゼルス五輪予選                |
| 2 | 1985年2月23日 | シンガポール   | シンガポール | 3-1    | 勝利 | 1986 FIFAワールドカップ・アジア予選 |
| 3 | 1985年6月04日 | 日本、名古屋市 | マレーシア   | 3-0    | 勝利 | ジャパンカップ                      |

## 監督成績
| 年度   | クラブ | 所属   | リーグ戦 | リーグ戦 | リーグ戦 | リーグ戦 | リーグ戦 | リーグ戦 | カップ戦   | カップ戦 |
| 年度   | クラブ | 所属   | 順位     | 勝点     | 試合     | 勝       | 分       | 敗       | ナビスコ杯 | 天皇杯   |
| ------ | ------ | ------ | -------- | -------- | -------- | -------- | -------- | -------- | ---------- | -------- |
| 2001   | 山形   | J2     | 3位      | 69       | 44       | 27       | 6        | 11       | 1回戦      | 3回戦    |
| 2002   | 山形   | J2     | 11位     | 35       | 44       | 6        | 17       | 21       | -          | 1回戦    |
| 2003   | 山形   | J2     | 8位      | 55       | 44       | 15       | 10       | 19       | -          | 3回戦    |
| 2004   | 京都   | J2     | 5位      | 47       | 27       | 14       | 5        | 8        | -          | 4回戦    |
| 2005   | 京都   | J2     | 優勝     | 97       | 44       | 30       | 7        | 7        | -          | 4回戦    |
| 2006   | 京都   | J1     | （16位） | 18       | 25       | 4        | 6        | 15       | 予選リーグ | -        |
| 2007   | 栃木   | JFL    | 8位      | 52       | 34       | 14       | 10       | 10       | -          | 3回戦    |
| 2008   | 栃木   | JFL    | 2位      | 63       | 34       | 18       | 9        | 7        | -          | 4回戦    |
| 2013   | 北九州 | J2     | 16位     | 49       | 42       | 13       | 10       | 19       | -          | 3回戦    |
| 2014   | 北九州 | J2     | 5位      | 65       | 42       | 18       | 11       | 13       | -          | ベスト8  |
| 2015   | 北九州 | J2     | 7位      | 59       | 42       | 18       | 5        | 19       | -          | 2回戦    |
| 2016   | 北九州 | J2     | 22位     | 38       | 42       | 8        | 14       | 20       | -          | 2回戦    |
| 総通算 | 総通算 | 総通算 | -        | -        | 464      | 185      | 110      | 169      | -          | -        |

- 2004年は6月より就任。
- 2006年は第25節終了後に解任（順位は解任当時のもの）。
- 2007年は6月より就任（成績は通年のもの）。

## タイトル

### 選手時代
国士舘大学
- 総理大臣杯 : 1979
- 関東大学リーグ : 1982
- 全日本大学選手権 : 1982

日産自動車
- 天皇杯 : 1983, 1985, 1988, 1989
- 日本サッカーリーグ : 1988-89, 1989-90
- JSLカップ : 1988, 1989, 1990
- アジアカップウィナーズカップ : 1991-92

個人
- 関東大学リーグ ベストイレブン : 1982
- 関東大学リーグ最多アシスト : 1982
- 日本サッカーリーグ新人王 : 1983
- 日本サッカーリーグ ベストイレブン : 1983, 1984, 1988-89
- JSL東西対抗戦アトラクティブプレーヤー賞 : 1987[1]

### 指導者時代
京都パープルサンガ
- J2リーグ : 2005

## 書籍

### 著書
- サリュ―フランス'98ワールドカップサイドフォト日記（バウハウス、1998年11月1日）ISBN 9784894611238